# Микль-Ляйтнер, Йоханна
Йоханна Микль-Ляйтнер (нем. Johanna Mikl-Leitner, 9 февраля 1964 года, Холлабрунн) — австрийский политик, член Национального совета, министр внутренних дел в 2011—2016 годах, губернатор Нижней Австрии с 2017 года.
В 1983 году окончила гимназию в Ла-ан-дер-Тайя. В 1989 году окончила Венский экономический университет. Затем работала в качестве преподавателя, консультанта. Она участвовала в политической деятельности в рядах Австрийской народной партии. С 1999 по 2003 год была представителем в Национальном совете. Следующие восемь лет она работала в правительстве Нижней Австрии. В 2010 году избрана вице-президентом Ассамблеи европейских регионов.
21 апреля 2011 года вступила в должность министра внутренних дел в коалиционном правительстве В. Файмана. На выборах 2013 года была вновь избрана в парламент Австрии. 16 декабря 2013 приведена к присяге в настоящей должности во втором кабинете В. Файмана. 21 апреля 2016 года ушла в отставку и заняла пост заместителя губернатора Нижней Австрии (и советника по финансам этой земли), а 19 апреля 2017 года после отставки многолетнего губернатора Эрвина Прёлля заняла его пост.
Замужем, имеет двух дочерей.